# Love of My Life
Love of My Life è un singolo del gruppo musicale britannico Queen, pubblicato il 29 giugno 1979 come unico estratto dall'album dal vivo Live Killers.
Originariamente pubblicato nell'album A Night at the Opera del 1975, il brano conobbe il grande successo in occasione della tournée del gruppo, in seguito al quale viene pubblicato anche come singolo nella nuova versione acustica dal vivo. La versione dal vivo è stata realizzata durante il concerto svoltosi a Francoforte sul Meno in Germania durante il Live Killers Tour.

## Descrizione
Il brano è stato scritto dal frontman Freddie Mercury,  musicalmente è dominato dal pianoforte e da un cantato particolarmente dolce e raffinato con l'uso del falsetto da parte di Mercury, ai quali vengono accompagnati un'arpa (suonata dal chitarrista Brian May, il quale commentò: «quando tornai a casa dopo la registrazione avevo i calli alle dita per via del fatto che le corde erano durissime»).
La versione proposta dal vivo, riarrangiata da Brian May, differisce per la sostituzione dell'arpa con una chitarra acustica a 12 corde, con la melodia abbassata di una terza minore cosicché Mercury potesse non usare il falsetto. Love of My Life sarà uno dei capisaldi del gruppo nei concerti con ampia partecipazione del pubblico (spesso musica e voce si fermavano per lasciar spazio al solo canto del pubblico).
Questa canzone fu un cavallo di battaglia dei Queen durante le loro esibizioni, che durò fino a Knebworth nel 1986, l'anno cui la band smise di esibirsi dal vivo con Mercury. Le esibizioni più famose sono certamente quelle durante il primo tour nel Sud America nel 1981 (da vari DVD si può notare che il pubblico sudamericano cantò la canzone pronunciando le parole sempre con un perfetto inglese, cosa che in ogni intervista di quegli anni il gruppo faceva presente) e il Rock In Rio del 1985, dove 325.000 persone cantarono le parole del brano, con Freddie che si comportò da direttore d'orchestra.

## Tracce
1. Love of My Life (Live) - 3:43

## Formazione
- Freddie Mercury - voce
- Brian May - chitarra acustica